# Campaniacum
*Campaniacum est l'étymon invoqué pour de nombreux toponymes situés en France.
Ernest Nègre, dans sa Toponymie générale de la France indique qu'il s'agit d'un composé formé de l'anthroponyme latin ou roman *Campanius et du suffixe d'origine gauloise -acum. 
Ce nom de personne Campanius a une allure de nom de gens (l'équivalent de notre nom de famille chez les Romains) du fait qu'il comporte la finale -ius. Sur Campani-us (-us est la désinence casuelle) on a donc formé *Campani-ac-um (avec -um pour désinence casuelle). Le i a eu beaucoup d'importance dans l'évolution phonétique de *Campaniacum qui était accentué *Cam-pa-ni-a-cum et qui devint donc *Cam-pa-nya-ko en roman commun.
Une explication par le gallo-roman *CAMPANIA « vaste étendue de pays plat et découvert » du bas latin campania « plaine, campagne » (> ancien français champagne, français campagne, emprunt au normanno-picard), associé au même suffixe -acum est également possible, étant donné le grand nombre de formations de ce type.
Les résultats diffèrent à la suite des diverses évolutions phonétiques  des  dialectes de la langue d'oïl et de la langue d'oc, ou parce qu'on se trouve dans une région  où l'on a cessé de parler un dialecte issu du latin : 
- Campagnac : § 7029 chez E. Nègre
- Campénéac (Morbihan) : § 7535 chez E. Nègre
- Campigny :  § 8819 chez E. Nègre
- Champagnac : § 7061 et § 7438 chez E. Nègre
- Champagnat : § 7612 et § 8480 chez E. Nègre
- Champagné : § 8133 chez E. Nègre
- Champagneux : § 8537 chez E. Nègre
- Champagney : § 7873 chez E. Nègre
- Champagny : § 8868 chez E. Nègre
- Champigny : § 8868 chez E. Nègre

Le ni de *Campaniacum aboutit partout à gn sauf pour Campénéac : ses habitants ont donc dû abandonner leur parler roman pour le breton à une certaine époque. 
*Campaniacum comporte un groupe initial Ca- : le son k devant a devient donc ch dans la majeure partie de l'ancienne Gaule tant dans les dialectes de la langue d'oïl que dans les dialectes de la langue d'oc. Mais dans le Nord de la Gaule il existe une bande délimitée par la ligne Joret où le son  k est conservé devant a, ce qui explique la forme Campigny. Dans le Sud de la Gaule (langue d'oc), ca est aussi conservé, ce qui explique la forme Campagnac qui reste proche de l'étymon *Campaniacum. 
C'est la forme Champigny qui est proprement française, c'est-à-dire caractéristique du français central (Champigny-sur-Marne est située dans le Val-de-Marne). Gaston Zink, dans sa Phonétique historique du français, 1986, fournit une explication (page  184) pour la séquence ign (plutôt que agn) : c'est que devant la consonne palatisée ñ (notée gn en français) le a aboutit à é et ce é peut se fermer jusqu'à i ; l'exemple fourni est : (fungum) campaniolum qui a abouti à champegnuel en ancien français et à champignon (avec substitution de suffixe) en français moderne ; l'exemple fourni par G. Zink est d'autant plus pertinent que campaniolum est une forme proche de *Campaniacum.
En outre Marie-Thérèse Morlet signale (tome III, page 51, Les noms de personne sur le territoire de l'ancienne Gaule) hors de la France seule étudiée dans l'ouvrage d'Ernest Nègre un Kempenich, Arrondissement d'Ahrweiler, dérivé de *Campaniacum. 